# Sies TV
Sies TV és un mitjà de comunicació digital especialitzat en continguts culturals dels territoris de parla catalana. Publica continguts audiovisuals (entrevistes i reportatges) i també redaccionals de forma diària en diferents seccions: Arts, Música, Exposicions, Lletres, Cinema, Escenaris, Tendències, Turisme i Videoclips.
Sies TV va néixer el 26 de setembre de 2007 per iniciativa privada de l'empresa Iglésies Associats SL. L'any 2007 va guanyar el Premi a l'excel·lència en el tractament lingüístic que concedeix la Secretaria de Política Lingüística i el 2011 va ser reconeguda amb el Premi Carles Rahola a la millor informació digital que atorga la Diputació de Girona i el Col·legi de Periodistes de Girona.